# 까 (영화)
《까》는 1998년에 개봉한 대한민국의 영화이다.

## 캐스팅
- 박용우 : 용우 역
- 조은숙 : 은숙 역
- 김소연 : 최수진 역
- 김보경 : 유리 역
- 도기석 : 기석 역
- 안병기 : 이 PD 역
- 정지영 : 방송국 강사 1 역
- 김상원 : 붉은천사 2 역
- 독고준 : 고등학생 1 역
- 박희진 : 방송기자 역
- 이지용 : 현장기자 역
- 오창경 : 다른 조 연수생 1 역
- 오지호 : 다른 조 연수생 2 역
- 김영애 : 김 국장 역 (특별출연)
- 명계남 : 강 실장 역 (특별출연)
- 독고영재 : 모자 역 (특별출연)
- 독고성 : 할아버지 역 (특별출연)
- 김병세 : 유석 역 (특별출연)
- 전유성 : 특종 리포터 역 (특별출연)
- 김만 : 중년부부 남 역 (특별출연)
- 정형기 : 형사 역 (특별출연)
- 박예숙 : 아줌마 역 (특별출연)